# Abația Säckingen
Abația Säckingen a fost o abație romano-catolică de măicuțe din Bad Säckingen, Baden-Württemberg, Germania. Abația a avut numeroase posesiuni în zonă, însă în timp a căzut de pe scena politică locală și a fost desființată.